# Otov
Otov (německy Wottawa) je obec v okrese Domažlice v Plzeňském kraji. Leží osm kilometrů severozápadně od Domažlic a čtyři kilometry jihovýchodně od Poběžovic. Žije v ní 108 obyvatel.

## Historie
První písemná zmínka o obci pochází z roku 1239.

## Obyvatelstvo
| Rok            | 1869 | 1880 | 1890 | 1900 | 1910 | 1921 | 1930 | 1950 | 1961 | 1970 | 1980 | 1991 | 2001 | 2011 | 2021 |
| -------------- | ---- | ---- | ---- | ---- | ---- | ---- | ---- | ---- | ---- | ---- | ---- | ---- | ---- | ---- | ---- |
| Počet obyvatel | 299  | 309  | 311  | 310  | 331  | 350  | 362  | 165  | 158  | 106  | 109  | 111  | 115  | 85   | 108  |
| Počet domů     | 41   | 43   | 44   | 49   | 51   | 54   | 59   | 63   | 32   | 29   | 25   | 27   | 36   | 37   | 39   |

## Obecní správa
Mezi lety 1850–1960 byl Otov obcí v okrese Horšovský Týn (v letech 1850–1910 Horšův Týn) (1850–1950) a později v okrese Domažlice. V letech 1960–1985 patřil jako část obce k Novému Kramolínu. Od 1. července 1985 do 23. listopadu 1990 patřil jako část města ke Poběžovicím a od 24. listopadu 1990 je opět samostatnou obcí. V letech 1850–1959 k obci patřily Nový Pařezov a Starý Pařezov.

### Obecní symboly
Znak a vlajka byly obci uděleny rozhodnutím předsedy Poslanecké sněmovny Parlamentu České republiky dne 21. června 2018.

## Pamětihodnosti
- Boží muka u polní cesty k mlýnu
- Pomník u mlýna
- Východně od vesnice se nachází přírodní památka Červený vrch.
- Pomník zabitého hajného Maxmilian Thierla na Červeném vrchu

## Galerie

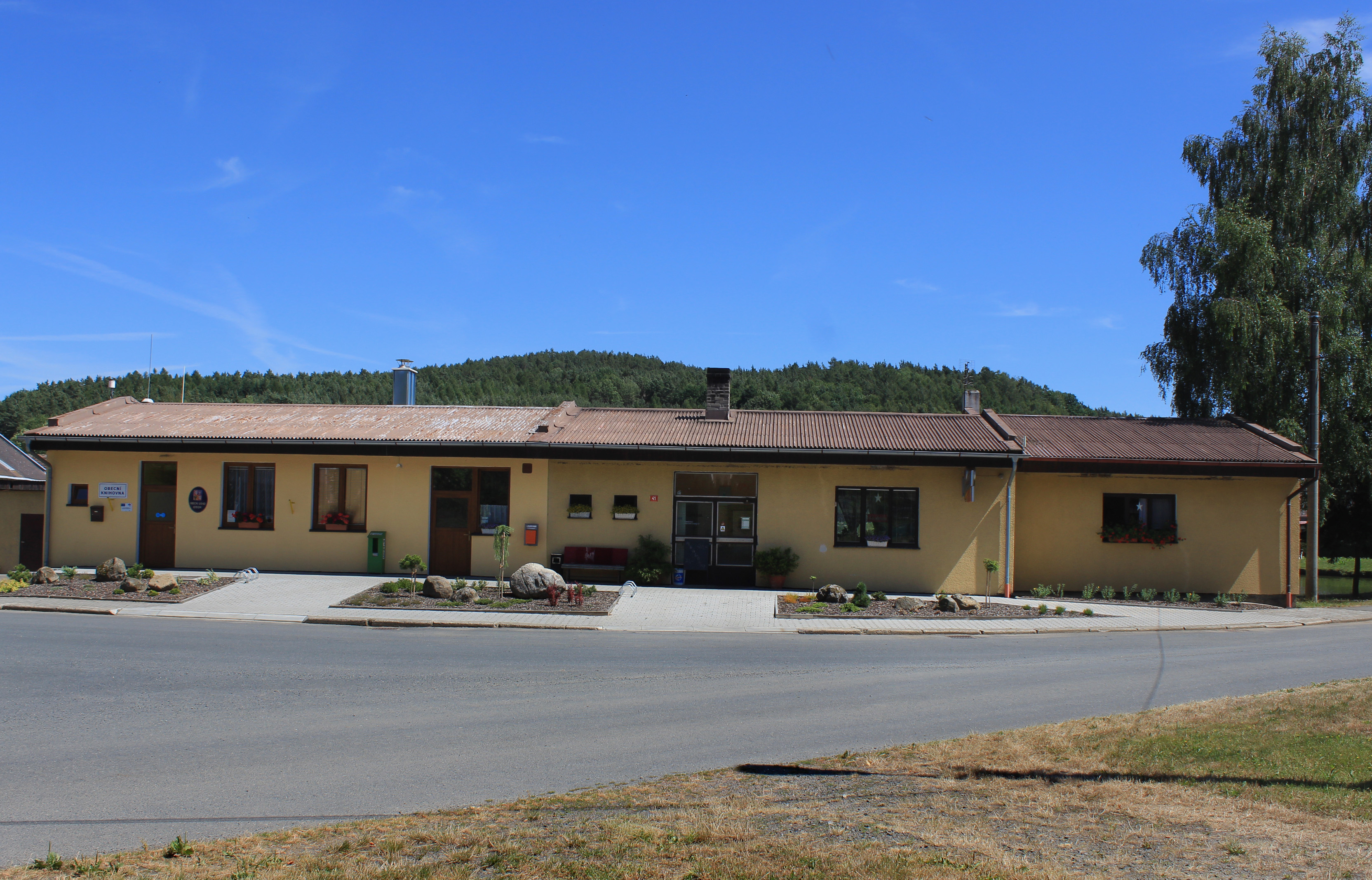
Obecní úřad s knihovnou a hospodou
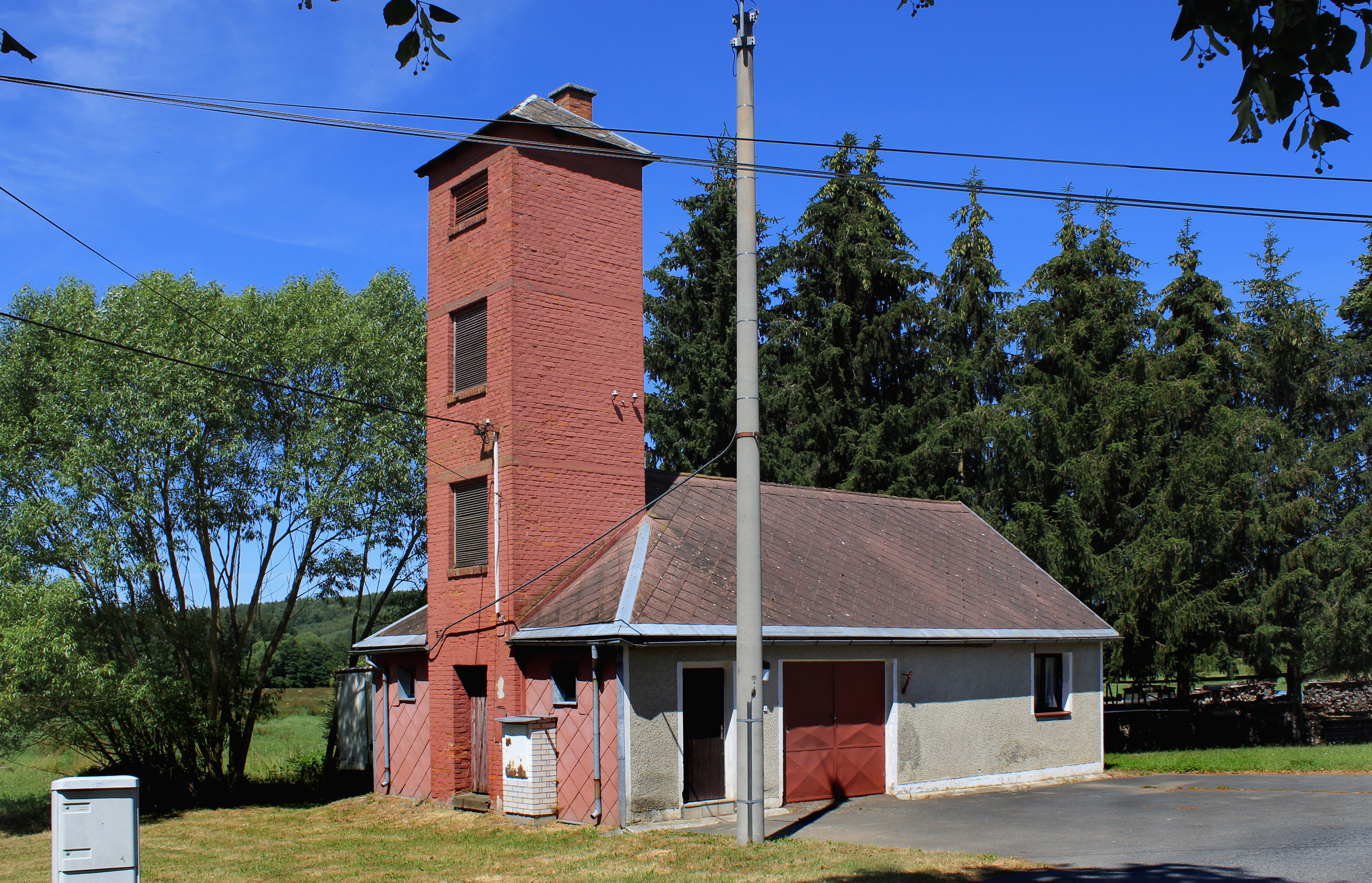
Hasičská zbrojnice
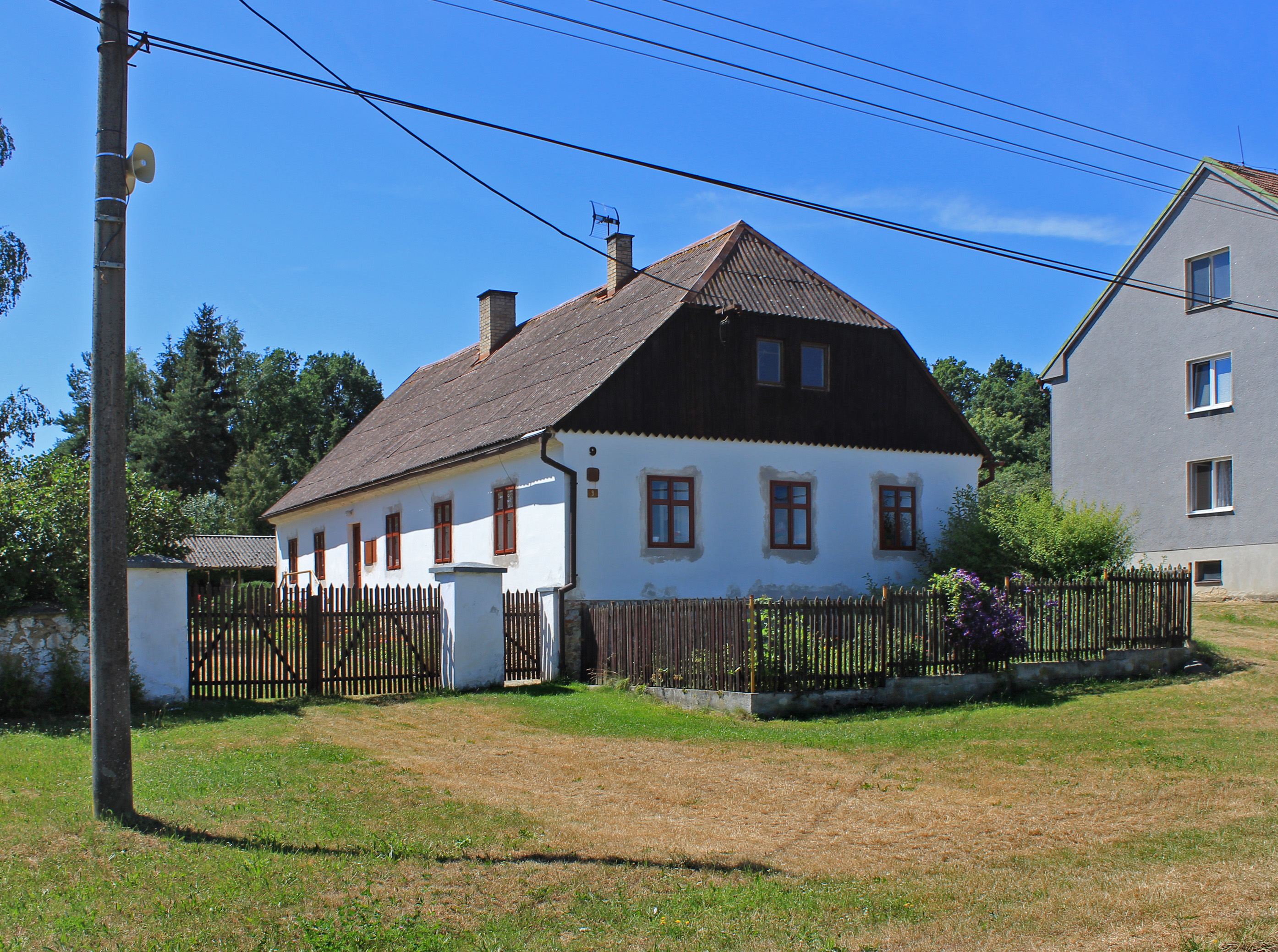
Dům čp. 9
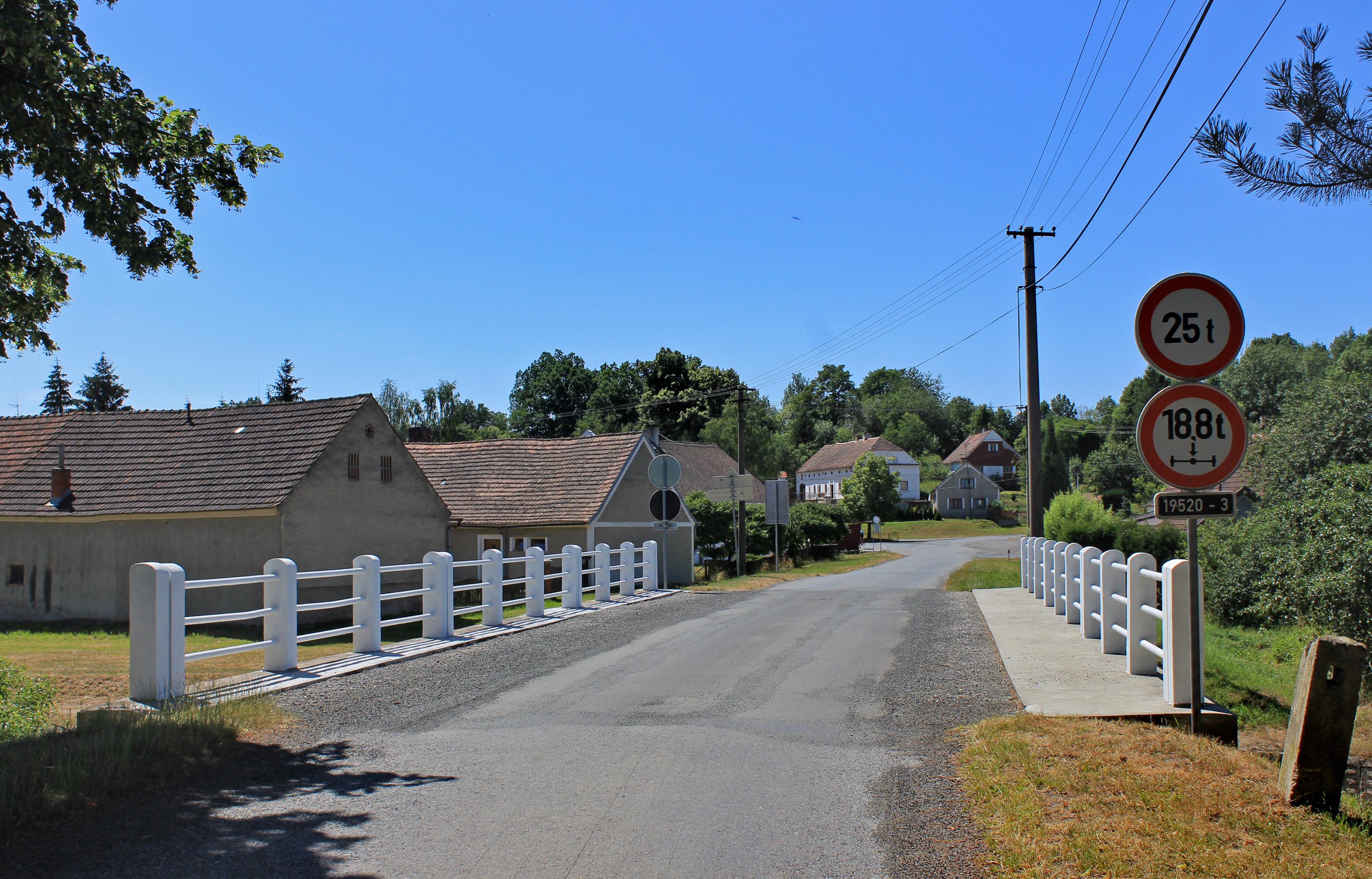
Most přes Černý potok